# Hagsjön, Uppland
Hagsjön är en sjö i Norrtälje kommun i Uppland och ingår i Norrtäljeån-Åkerströms kustområde. Sjön har en area på 0,0751 kvadratkilometer och ligger 11 meter över havet.

## Delavrinningsområde
Hagsjön ingår i det delavrinningsområde (662203-165750) som SMHI kallar för Utloppet av Länna Kyrksjö. Medelhöjden är 28 meter över havet och ytan är 35,58 kvadratkilometer. Räknas de 3 avrinningsområdena uppströms in blir den ackumulerade arean 90,7 kvadratkilometer. Avrinningsområdets utflöde Penningbyån mynnar i havet. Avrinningsområdet består mestadels av skog (70 procent) och jordbruk (17 procent). Avrinningsområdet har 2,56 kvadratkilometer vattenytor vilket ger det en sjöprocent på 7,2 procent.